# الکساندر آفاناسیف
الکساندر آفاناسیف (روسی: Александр Николаевич Афанасьев؛ ۲۳ ژوئیهٔ ۱۸۲۶ – ۵ اکتبر ۱۸۷۱) اسلاوشناس و قوم‌نگار روسی بود که نزدیک به ۶۰۰ افسانه روسی و فولکلور روسی را منتشر کرد که یکی از بزرگ‌ترین مجموعه‌های فولکلور در جهان است. این مجموعه صرفاً روسی نبود، بلکه شامل داستان‌های عامیانه از اوکراین و بلاروس در کنار داستان‌های عامیانه امپراتوری روسیه بود. اولین نسخه از مجموعه او در هشت جلد از سال ۱۸۵۵ تا ۱۸۶۷ منتشر شد و شهرت او را به عنوان همتای روسی برادران گریم به دست آورد.

## زندگی
الکساندر آفاناسیف در شهر بوگوچار در ولایت ورونژ امپراتوری روسیه (استان ورونژ امروزی روسیه) در یک خانواده متوسط به دنیا آمد. مادرش واروارا میخایلوونا آفاناسیه‌وا از عوام بود. اسکندر هفتمین فرزند او بود؛ او پس از زایمان بسیار بدحال شد و تا پایان سال درگذشت. فرزندان توسط پدرشان نیکولای ایوانوویچ آفاناسیف، یک مشاور حقوقی، که به عنوان دستیار دادستان در علت احتمالی خدمت می‌کرد، بزرگ شدند. الکساندر نیکولایویچ، پدرش را مردی با ویژگی‌های اخلاقی و فکری بالا توصیف کرده‌است: «به درستی به عنوان باهوش‌ترین فرد در کل آویزد شناخته می‌شود».
در سه سالگی این خانواده به بوبروف نقل مکان کردند و اسکندر دوران کودکی خود را در آنجا گذراند. او خیلی زود به خواندن علاقه‌مند شد. او به کتابخانه‌ای که توسط پدربزرگش (عضو انجمن کتاب مقدس روسیه) باقی مانده بود و همچنین به مجلات مختلف دسترسی داشت.
در سال ۱۸۳۷ او را به گیمنازیوم مردان وورونژ فرستادند و در سال ۱۸۴۴ وارد دانشکده حقوق دانشگاه دولتی مسکو شد و در سال ۱۸۴۸ فارغ‌التحصیل شد. او در آنجا در سخنرانی‌های کنستانتین کاولین، تیموفی گرانوفسکی، سرگی سولویوف، استپان شویریوف، اوسیپ بادیانسکی و فیودور بوسلایف شرکت کرد. او مجموعه مقالاتی دربارهٔ اقتصاد دولت در زمان پتر کبیر، در مورد منشور قضایی پسکوف و سایر موضوعات در مجله‌های سوورمنیک و اتچستونه زاپیسکی منتشر کرد. با وجود اینکه یکی از امیدوارکننده‌ترین دانشجویان بود، نتوانست استاد شود. وزیر محافظه‌کار آموزش ملی، کنت سرگئی اوواروف، که بر امتحانات نهایی نظارت داشت، به مقالهٔ آفاناسیف که در مورد نقش استبداد در توسعه قانون کیفری روسیه در طول قرن‌های شانزدهم و هفدهم بحث می‌کرد، حمله کرد.
در سال ۱۸۴۹ کنستانتین کاولین به او کمک کرد تا در دایره اصلی بایگانی مسکو زیر نظر وزیر امور خارجه (روسیه) مشغول به کار شود و آفاناسیف به مدت ۱۳ سال در آنجا کار کرد. در این مدت، او با بسیاری از دانشمندان و شخصیت‌های فرهنگی ملاقات کرد و کتاب‌ها و نسخه‌های خطی باستانی زیادی را جمع‌آوری کرد که کتابخانه بزرگی را شکل داد. مقالات، نقدها، آثار قوم‌نگاری و تاریخی او به‌طور منظم در مجلات، روزنامه‌ها، سالنامه‌ها و نشریات علمی معتبر روسی منتشر می‌شد. مقالات او دربارهٔ طنز روسی قرن هجدهم و آثار نویسندگان و ناشران برجسته به یک تک‌نگاشت در سال ۱۸۵۹ با عنوان "Русские сатирические журналы ۱۷۶۹–۱۷۷۴ г." ("مجلات طنز روسی ۱۷۶۹–۱۷۷۴")، منتشر شده در مجله 'اتچستونه زاپیسکی' (شماره ۳، ۴ در سال ۱۸۵۵؛ شماره ۶ در سال ۱۸۵۹) منجر شد.
در سال ۱۸۵۵ او ریاست کمیسیون دولتی مسئول انتشار آثار قانون‌گذاری، تاریخی و ادبی را بر عهده گرفت. از سال ۱۸۵۸ تا ۱۸۶۱ او همچنین به عنوان سردبیر اصلی مجله کوتاه مدت "یادداشت‌های کتاب‌شناختی"" مشغول به کار شد، جایی که در واقع به عنوان پوششی برای جمع‌آوری مطالب، ادبیات سانسور شده و انقلابی برای سوسیالیست در تبعید آلکساندر هرتسن عمل می‌کرد. در سال ۱۸۶۲، مقامات نارودنیک نیکلای چرنیشفسکی را دستگیر کردند، در حالی که دیگر افراد مرتبط با هرزن، از جمله آفاناسیف، مظنون شدند. آپارتمان او مورد بازرسی قرار گرفت و در حالی که چیزی کشف نشد، او همچنان شغل خود را در آرشیو مسکو از دست داد.
پس از اخراج او، برای چندین سال نتوانست شغل ثابتی پیدا کند و برای تأمین مخارج خانواده مجبور شد کتابخانه خود را بفروشد. پس از آن به عنوان منشی در دوما شهر مسکو و در کنگره مسکو دادگستران صلح کار کرد و در عین حال به تحقیقات قوم‌نگاری خود ادامه داد. او یک اثر نظری بزرگ (سه جلد ۷۰۰ صفحه‌ای) نوشت – "نگاه شاعرانه اسلاوها به طبیعت " – که بین سال‌های ۱۸۶۵ و ۱۸۶۹ منتشر شد. در سال ۱۸۷۰ اثر او به نام Русские детские сказки (افسانه‌های روسی کودکان) منتشر شد.
آفاناسیف آخرین سال‌های عمر خود را در تنگدستی گذراند. او در سن ۴۵ سالگی در مسکو در اثر ابتلا به سل درگذشت. در گورستان پیاتنیت به خاک سپرده شد.

## آثار
در اوایل دهه ۱۸۵۰ آفاناسیف که به مقالاتش شناخته شده بود، شروع به فکر کردن در مورد مجموعه‌ای از داستان‌های عامیانه کرد. سپس از سوی انجمن جغرافیایی روسیه (بخش مردم‌شناسی) سن‌پترزبورگ از او خواسته شد تا بایگانی افسانه‌های عامیانه را منتشر کند که انجمن حدود ده سال در اختیار داشت. این بایگانی‌ها در ابتدای «مجموعه» او قرار دارند. آفاناسیف ۷۴ داستان را از این میان انتخاب کرد. او مجموعه عظیم ولادیمیر دال (حدود ۱۰۰۰ متن) را به آن‌ها اضافه کرد که از آن ۱۴۸ شماره را نگه داشت، و بقیه را بیش از حد تحریف‌شده یافت، مجموعه خودش (حدود ۱۰ افسانه از ناحیه وورونژ) و چند مجموعه دیگر. او داستان‌های قبلاً منتشر شده (مانند ماریا مورونا، پرنده آتشین، گرگ خاکستری و غیره)، چند داستان از ترانه‌های حماسی، داستان‌هایی در مورد مردگان، چند متن طنز قرون وسطی (مانند حکم شمیاکا) و حکایت‌ها را اضافه کرد.
او جایگاه برجسته خود را در تاریخ زبان‌شناسی اسلاوی مدیون این «افسانه‌های روسی» (Народные русские сказки) است که بین سال‌های ۱۸۵۵ تا ۱۸۶۳ منتشر شد و از مجموعه معروف برادران گریم الهام گرفته شده‌است. از دید علمی، مجموعه او فراتر می‌رود. او همکاران زیادی داشت، سعی می‌کرد منبع و مکانی را که داستان در آن روایت شده‌است ذکر کند، هرگز سعی نکرد هیچ نسخه قطعی از یک افسانه ارائه دهد: بنابراین اگر هفت نسخه از یک نوع عامیانه جمع‌آوری کرد، همه آنها را ویرایش کرد (این مورد در مورد پرنده آتشین صدق می‌کند).
آفاناسیف در دهه ۱۸۵۰ به سنت‌ها و داستان‌های قدیمی روسی و اسلاوی علاقه‌مند شد ("فولکلور" به عنوان یک حوزه مطالعاتی در آن زمان وجود نداشت). مقالات علمی اولیه او، از جمله - "Ведун и ведьма" ("جادو و جادوگر"، منتشر شده در "Комета"، ۱۸۵۱)؛ "" "" ("افسانه‌های بت‌پرست در مورد جزیره بویان"، منتشر شده در "Временнике общ. ист. и древ. росс." ۱۸۵۸ شماره ۹) - از مکتب به اصطلاح اساطیری استفاده کرد که افسانه‌ها و داستان‌ها را معدنی از اطلاعات برای مطالعه اساطیر بت‌پرست باستان‌تر می‌دانست (رجوع کنید به اثر قطعی او در مورد موضوع "Поэтические воззрения славян на природу" (" نگاه شاعرانه اسلاوها به طبیعت"، ۱۸۶۵–۱۸۶۹). در چنین تفسیری، او افسانه واسیلیسای زیبا را به عنوان تصویرگر درگیری بین نور خورشید (واسیلیسا)، طوفان (نامادری او)، و ابرهای تاریک (خواهران ناتنی او) در نظر گرفت. او به عنوان یک آرشیویست بزرگ، اطلاعات، شواهد، اسناد و بخش‌هایی از تاریخچه‌های قدیمی مربوط به فرهنگ، تاریخ و سنت قدیمی روسیه، و همچنین دیگر زبان‌ها، فولکلور و افسانه‌های هندواروپایی، به‌ویژه سنت‌های آلمانی (و همین‌طور آلمانی و تمام زبان‌های اسلاو و باستانی را به خوبی می‌دانست).
در سال ۱۸۶۰، پس از انتشار "" ("افسانه‌های عامیانه روسی"، ۱۸۶۰)، مجموعه‌ای از داستان‌های عامیانه از سراسر کشور بر اساس زندگی عیسی و قدیسان مسیحی، جنجالی به پا شد. نتیجه آمیزه منحصر به فردی از مسیحیت با پاگانیسم و مضامین اجتماعی بود. برخی از آنها غیر متعارف توسط مجمع اقدس برچسب خوردند و کتاب رسماً ممنوع شد. او همچنین Заветные сказки ("داستان‌های گنجینه شده") را آماده کرد، مجموعه‌ای از داستان‌های ویرایش شده از "Роские народные легенды" به‌علاوه دیگر داستان‌های جنجالی بالقوه – که تحت عنوان «افسانه‌های ممنوع روسی» در سوئیس به صورت ناشناس منتشر شد، به دلیل موضوعات مستهجن و ضد روحانیون.

## اهمیت
پیش از آثار آفاناسیف در دهه ۱۸۵۰، تنها چند تلاش برای ثبت یا مطالعه باورهای عامیانه دهقانان روس انجام شده بود. اگرچه زبان اسلاوی کلیسایی از قرن دهم وجود داشت، اما تقریباً فقط توسط کلیسا و فقط برای آثار مکتوب محلی استفاده می‌شد. تا قرن‌های ۱۸ و ۱۹ میلادی بود که مجموعه‌ای قابل توجه از ادبیات سکولار به زبان روسی عامیانه توسعه یافت.
بنابراین، مجموعه‌های آفاناسیف سهمی بسیار ارزشمند در ترویج و مشروعیت‌بخشی به فرهنگ و باورهای عامیانه روسی داشت. تأثیر این افسانه‌های عامیانه را می‌توان در آثار بسیاری از نویسندگان و آهنگسازان، به ویژه نیکلای ریمسکی-کورساکف (سادکو، دوشیز ه برف) و ایگور استراوینسکی (پرنده آتشین, پتروشکا, و سرگذشت سربتز).

## در فرهنگ عامه
در فیلم ۲۰۱۹ جان ویک: بخش ۳ - پارابلوم، جان ویک به کتابخانه عمومی نیویورک می‌رود و "افسانه‌های عامیانه روسی، الکساندر آفاناسیف، ۱۸۶۴" را درخواست می‌کند.